# 朱绍明
朱绍明（1958年—），云南玉溪人，汉族，中华人民共和国政治人物、第十二届全国人民代表大会云南地区代表。
毕业于昆明理工大学管理工程专业。加入中国共产党。担任云南中烟工业公司副总经理，红云集团董事长、总裁。2008年起担任全国人大代表。2013年，担任全国人大代表。